# Menge (Betäubungsmittelrecht)
Das deutsche Betäubungsmittelgesetz kennt drei verschiedene Mengenbegriffe. Anhand der Einteilung in verschiedenen Mengenkategorien – geringe Menge (auch Kleinstmenge), Normalmenge und nicht geringe Menge – beurteilt ein Gericht die Schwere eines Betäubungsmitteldeliktes und entsprechend die zugehörige Strafe. Vergleichbare Regelungen enthält das österreichische Suchtmittelgesetz.

## Mengenbegriffe des Betäubungsmittelgesetzes (BtMG)

### Geringe Menge
Die geringe Menge umfasst höchstens drei Konsumeinheiten. Unter Konsumeinheit ist die Menge eines Betäubungsmittels zu verstehen, die zur Erzielung eines Rauschzustandes beim Gelegenheitskonsumenten erforderlich ist. Weil ein Wirkstoffgutachten teuer ist, wird in der Praxis auf die Bruttomenge abgestellt. Eine geringe Menge bezeichnet also die (Brutto-)Menge einer illegalen Droge, bis zu welcher nach § 29 Abs. 5, § 31a BtMG von einer zwangsläufigen strafrechtlichen Verfolgung abgesehen werden kann. Es ist ein Irrtum, insoweit eine grundsätzliche Straflosigkeit anzunehmen. Der Gesetzgeber geht von einem vorliegenden Delikt nach § 29 BtMG aus. Es kann Anklage erhoben werden, muss aber nicht. Ein Absehen von Verfolgung setzt weiter voraus, dass die Betäubungsmittel zum Eigenverbrauch bestimmt waren und kein öffentliches Interesse an der Strafverfolgung besteht. So besteht ein öffentliches Interesse an der Strafverfolgung, wenn der Eigenverbrauch mit einer Fremdgefährdung verbunden ist. Fremdgefährdung ist anzunehmen, wenn die Tat Anlass zur Nachahmung gibt, die Tat in Schulen, Kasernen, Jugendheimen oder Justizvollzugsanstalten begangen wurde oder der Täter dort als Erzieher, Ausbilder oder ähnliches tätig ist. Auch war die Abgabe auch nur einer Konsumeinheit von einem Erwachsenen (erwachsen im strafrechtlichen Sinne, also min. 21 Jahre alt, vgl. § 1 JGG) an einen Minderjährigen bis März 2024 ein Verbrechen nach § 29a Abs. 1 Nr. 1 BtMG. Durch § 34 Abs. 3 Nr. 3 des seit April 2024 gültigen Konsumcannabisgesetzes wurde die Abgabe von Cannabis an Minderjährige jedoch zum Vergehen zurückgestuft (Mindeststrafe in der Regel 3 Monate Freiheitsstrafe, zuvor 1 Jahr).

### Normalmenge
Bei einem Überschreiten der geringen Menge liegt zunächst eine normale oder einfache Menge vor, welche nach § 29 Abs. 1 (Vollendung), Abs. 2 (Versuch) oder Abs. 4 (Fahrlässigkeit) strafbar ist. Diese stellt eine Menge dar, die zwar oberhalb der Bruttomenge (geringe Menge im Sinne von § 31a BtMG) liegt, aber noch unterhalb der „nicht geringen Menge“ (im Sinne des § 29a BtMG). Das Vorliegen der „nicht geringen Menge“ wird gemäß Rechtsprechung des BGH anhand des Nettowirkstoffgehaltes der Bruttomenge des jeweiligen Betäubungsmittels bestimmt. In den meisten Ländern endet – bei Cannabis – die „geringe Menge“ (§ 31a BtMG) bei 6 g Bruttogewicht. Die „nicht geringe Menge“ (§ 29a Abs. 2 BtMG) beginnt bei 7,5 g reinem Wirkstoff (THC), was bei Cannabis mit einem prozentualen Wirkstoffgehalt von 10 % einer Bruttomenge von 75 g entspräche. In diesem Rechenbeispiel entspräche also eine Bruttomenge von mehr als 6 g, aber weniger als 75 g, einer „Normalmenge“.

### Nicht geringe Menge
Für den Umgang mit einer nicht geringen Menge ist gemäß § 29a BtMG eine Strafdrohung von nicht unter einem Jahr Freiheitsstrafe vorgesehen. Diese erhöht sich im Falle der Einfuhr von Betäubungsmitteln in nicht geringer Menge auf 2 Jahre. Wer als Mitglied einer Bande oder mit Waffen mit Betäubungsmitteln in nicht geringer Menge Handel treibt oder sie einführt, wird mit Freiheitsstrafe nicht unter 5 Jahren bestraft (§ 30a BtMG).
Hierbei kommt es jeweils auf die verbotene Substanz an, also nicht auf die Brutto-Menge der jeweiligen Darreichungsform. Laut Entscheidung des Bundesgerichtshofs (BGH) vom 18. April 2024 zur Änderung durch das Cannabisgesetz handelt es sich um eine nicht geringe Menge Cannabis, wenn das betreffende Cannabisprodukt mindestens 7,5 g Tetrahydrocannabinol (THC) enthalte. Dies bestätigte ein anderer Strafsenat des BGH mit Entscheidung vom 23. April 2024. Den Grenzwert für eine nicht geringe Menge Methamphetamin („Crystal Meth“) setzte der BGH 2008 auf 5 g Metamphetaminbase oder ca. 6,2 g Metamphetaminhydrochlorid fest.
Der Bundesgerichtshof hat am 14. Januar 2015 in einer Entscheidung die nicht geringe Menge von verschiedenen synthetischen Cannabinoiden geregelt. Der Grenzwert der nicht geringen Menge wurde bei den Cannabinoiden JWH-018 und CP 47,497-C8-Homologes bei zwei Gramm festgesetzt. Die Wirkstoffe JWH-073 und CP 47,497 erreichen den Grenzwert bei sechs Gramm.
Durch das seit 1. April 2024 geltende Konsumcannabisgesetz wird die Strafe für den Besitz einer nicht geringen Menge Cannabis in § 34 Abs. 3 Nr. 4 auf einen Strafrahmen von in der Regel 3 Monaten bis zu 5 Jahren Freiheitsstrafe gesenkt. Zudem dürfen künftig im Privatraum bis zu 50 Gramm Cannabis besessen werden, während es im öffentlichen Raum 25 Gramm Cannabis erlaubt sind. Die Strafbarkeit soll dabei im privaten Raum erst ab 60 Gramm greifen, im öffentlichen Raum ab 30 Gramm – darunter gilt der Besitz als Ordnungswidrigkeit.

## Geringe Menge bei Cannabisprodukten
1994 hatte das Bundesverfassungsgericht entschieden, dass das Cannabisverbot nicht gegen die Verfassung verstößt, solange bei geringen Mengen keine Strafverfolgung stattfinde. In den darauffolgenden Jahren wurde die Grenze von den verschiedenen Ländern sehr unterschiedlich oder auch gar nicht gesetzt. Bundeseinheitliche Regelungen zur Anwendung des § 31a BtMG, wie sie das Bundesverfassungsgericht beabsichtigt hatte, sind nicht in Kraft; vielmehr gibt es in den Ländern geringfügig sich unterscheidende Vorschriften, die eine einheitliche Praxis im jeweiligen Land gewährleisten. (Stand März 2008)
Eine Studie des Max-Planck-Instituts für ausländisches und internationales Strafrecht kam noch 2006 zu der Feststellung, dass die geringe Menge in den verschiedenen Ländern sehr unterschiedlich gehandhabt wurde, und kritisierte diese Rechtsunsicherheit gerade im Hinblick auf den Bundesverfassungsgerichtsentscheid.
Im Laufe der Jahre 2006 und 2007 änderten mehrere Länder ihre Grenze, so dass es im Sommer 2007 nur noch drei Grenzwerte gab: Berlin und Bremen setzen die „geringe Menge“ bei 15 g an, Mecklenburg-Vorpommern bei 5 g. Baden-Württemberg betrachtet drei „Konsumeinheiten“ als geringe Menge. Als Konsumeinheit wurden oft 2 g betrachtet, so dass dort 6 g als Grenze gelten dürfte. Auch die übrigen Länder hatten 6 g als geringe Menge festgelegt.
| Land                   | Masse (in Gramm) |
| ---------------------- | ---------------- |
| Baden-Württemberg      | 10               |
| Bayern                 | 6                |
| Berlin                 | 15               |
| Brandenburg            | 6                |
| Bremen                 | 15               |
| Hamburg                | 6                |
| Hessen                 | 6                |
| Mecklenburg-Vorpommern | 6                |
| Niedersachsen          | 6                |
| Nordrhein-Westfalen    | 10               |
| Rheinland-Pfalz        | 10               |
| Saarland               | 6                |
| Sachsen                | 6                |
| Sachsen-Anhalt         | 6                |
| Schleswig-Holstein     | 6                |
| Thüringen              | 10               |

Zu beachten ist, dass es sich bei den Festlegungen der einzelnen Länder um Richtwerte handelte, von denen Staatsanwälte und Richter im Einzelfall abweichen konnten. Es gibt keinen Anspruch auf das Absehen von Strafverfolgung beim Drogenbesitz in geringen Mengen. Wird von Strafverfolgung abgesehen, so heißt das nicht automatisch, dass auch von Sanktionen abgesehen wird. Staatsanwälte haben nach § 153a StPO die Möglichkeit, ein Verfahren gegen Auflagen (z. B. Arbeitsstunden, Geldauflage oder Beratung in einer geeigneten Einrichtung) einzustellen. Dies wird etwa bei Delinquenten angewendet, die wiederholt wegen Drogenbesitzes in geringen Mengen oder geringfügig mehr als einer geringen Menge angezeigt wurden. Aber auch besondere Umstände im Zusammenhang mit der Tat können dazu führen, dass von Strafverfolgung wegen Drogenbesitzes in geringen Mengen nicht oder nur unter Auflagen abgesehen wird.
Im Juni 2018 beschlossen die Justizminister der deutschen Länder, eine einheitliche Obergrenze für den Eigenbedarf an Cannabis festzulegen. Beim Besitz von bis zu sechs Gramm könnten Strafverfahren eingestellt werden. Berlins damaliger Justizsenator Dirk Behrendt kündigte an, dass die Obergrenze in Berlin weiter bei 15 Gramm Cannabis liegen würde.
Bei den Koalitionsverhandlungen nach der Landtagswahl in Baden-Württemberg 2021 haben sich Grüne und CDU Ende April 2021 darauf geeinigt, dass künftig der Besitz von bis zu zehn Gramm Cannabis als Eigenbedarf gewertet werden soll und dann nicht strafrechtlich verfolgt werden muss.

## Geringe Mengen bei anderen Betäubungsmitteln
Die Bundesländer Bremen, Hamburg, Hessen, Niedersachsen und Schleswig-Holstein haben auch Regelungen für die Einstellung des Verfahrens bei anderen Betäubungsmitteln ausdrücklich geregelt. Sie sehen die Möglichkeit vor, das Verfahren beim Besitz von 1 g Heroin und 1 g Kokain (Schleswig-Holstein 3 g) einzustellen. Bei Amphetamin sehen Bremen bei 1,6 g, Hessen bei 2,5 g und Schleswig-Holstein bei 3 g eine Einstellungsmöglichkeit vor. Bei Ecstasy ist das in Bremen bei 3 Tabletten, in Hamburg bei weniger als 10 und Hessen bei weniger als 20 Tabletten üblich.